# Aturus varus
Aturus varus är en kvalsterart som beskrevs av Herbert Habeeb 1954. Aturus varus ingår i släktet Aturus och familjen Aturidae. Inga underarter finns listade.